# Hydrangea chinensis

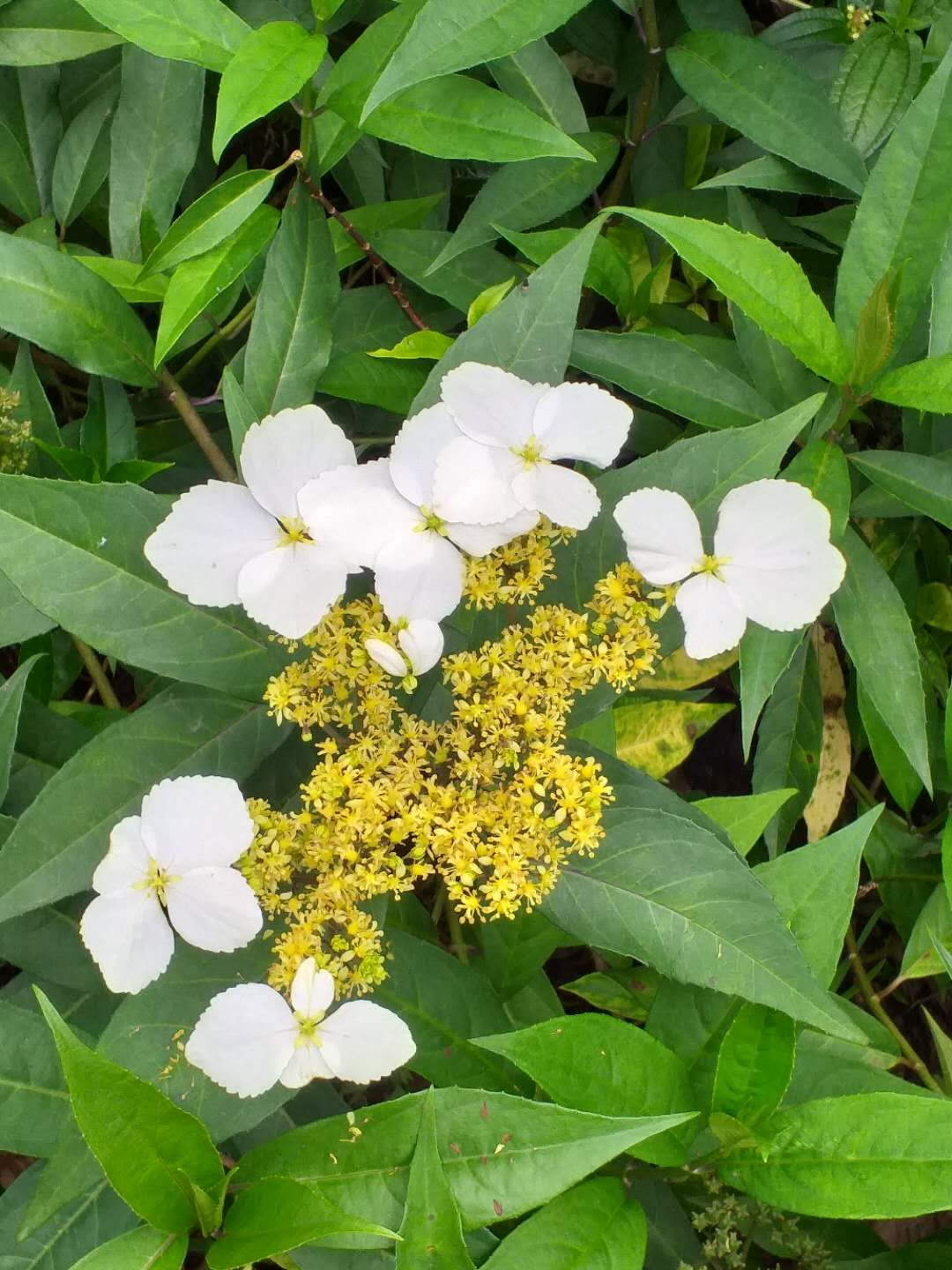
Hydrangea chinensis

Hydrangea chinensis är en hortensiaväxtart som beskrevs av Carl Maximowicz. Hydrangea chinensis ingår i släktet hortensior, och familjen hortensiaväxter.

## Underarter
Arten delas in i följande underarter:
- H. c. koidzumiana
- H. c. lobbii